# 슈퍼 러버즈

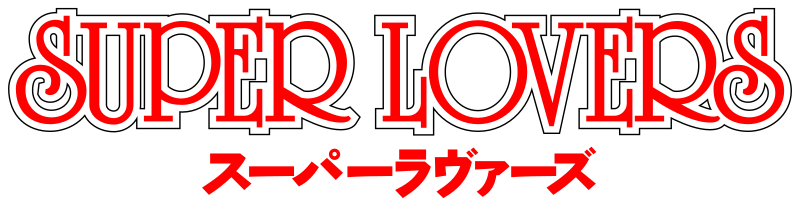

슈퍼 러버즈(Super lovers)는 아베 미유키가 원작한 일본의 만화 작품이다. 2010년부터 『CIEL』(카도카와 쇼텐)에서 연재가 개시되어, 2014년 8월부터 『에메랄드』에 이적해, 지금도 연재 중이다.
2015년 4월에 TV 애니메이션화가 발표되어, 2016년 4월부터 6월까지 제1기, 2017년 1월부터 3월까지 제2기로 방영되었다.

## 줄거리
고교생의 방학, 카이도 하루는 어릴 적 헤어진 생모인 하루코가 위독하다는 소식을 받아 그녀가 사는 캐나다를 찾았다. 그러나 그 소식은 순전히 거짓말이었다. 하루는 하루코에게서 새로운 동생이라는 야생아 같은 남자아이, 렌을 소개받는다. 속았다고 분노할 새도 없이 누구의 말도 듣지 않는 렌의 시중을 들게 된 하루. 출생의 수수께끼와 하루코에게 거두어지기 전의 경험에 의해 처음엔 쉽게 마음을 열지 않았지만, 렌도 하루의 꾸준함과 상냥함에 점점 친해지게 된다. 그리고 두 사람은 언젠가 함께 일본에 살겠다고 약속을 한다. 그러나 여름이 끝나고 일본으로 돌아간 하루에게 한 비극이 덮치게 된다. 아버지와 새어머니와 함께 차를 타고 가다가 사고가 나서 돌아가시고 자신만 살아남은 것이다. 다정하던 부모를 잃고 사고 후유증으로 기억 상실증에 걸린 하루는 새어머니의 자식인 아키와 시마 쌍둥이 형제와 사이가 멀어졌으나 세월이 흐른 후 다시 사이가 좋아진다.
5년 후, 고등학교를 중퇴하고 접대부가 된 하루의 앞에 성장한 렌이 나타난다. 약속을 했기에 왔다는 렌에게 당황하는 하루. 하루는 렌과 보낸 여름의 기억을 잊어버렸다. 그래도 상관 없다는 렌과 변호사, 카시와기 미키코에서 들은 사정으로(그 사정은 바로 하루의 집안에 렌을 호적에 올린 것. 하루의 아버지와 새어머니가 입양한 것임.) 렌을 거두어 함께 살게 된 하루이다. 아키와 시마는 처음에 렌을 받아들이지 못하지만 결국 동생으로 인정하게 된다.